# Подбрасывание бутылочки

Подбрасывание бутылочки

Подбрасывание бутылочки (англ. Water Bottle Flip Challenge) — челлендж, заключающийся в подбрасывании пластиковой бутылки, частично наполненной водой, так, чтобы она, вращаясь, падала на поверхность и оставалась на ней в вертикальном положении. Трюк получил международное распространение в 2016 году, в интернете размещены многочисленные видео, демонстрирующие успехи приверженцев этого развлечения.
Увлечение подвергается критике как потенциально нарушающее общественный порядок. Родители учеников и учителя выражают разочарование в связи с появлением подобной практики, в результате чего игра была запрещена в ряде школ по всему миру.

## История
Челлендж получил известность в 2016 году, когда подросток Майкл Сенаторе выложил в интернет вирусный ролик, снятый на шоу талантов в колледже Ardrey Kell (в городе Шарлотт штата Северная Каролина). Тренироваться он начал годом ранее в кабинете химии и успешно освоил этот трюк. Записанное видео получило вирусную популярность, а его примеру последовали на всей территории Соединённых Штатов, а затем и во всём мире.

## Описание
Трюк представляет собой подбрасывание пластиковой бутылки с водой. Вода занимает только часть бутылки, которую при броске нужно держать за горлышко. При правильном броске бутылка совершает по меньшей мере один полный оборот в вертикальной плоскости и падает на донышко. Если трюк выполнен успешно, бутылка остаётся стоять.
Успех трюка в значительной мере зависит от выбранного объёма жидкости, эмпирически было показано, что оптимально заполнять бутылку примерно на одну треть её объёма. Тип бутылки также играет роль, например с бутылкой бренда Deer Park Spring Water задача упрощается благодаря её форме — в виде песочных часов.
После достижения высокого уровня мастерства, можно устраивать соревнования между участниками: например, поочерёдно подбрасывать бутылку до первого падения или с целью установки бутылки на труднодоступную поверхность. Появились команды и лиги по подбрасыванию бутылочки. Также можно усложнять задачу и добавлять дополнительные условия: поставить бутылку на пробку, построить «башенку» из бутылок, синхронно подбрасывать несколько бутылок, подбрасывать в движении или фиксировать бутылки на движущемся объекте, подбрасывать нестандартные ёмкости и тому подобное.
Чаще всего в игре используются одноразовые пластиковые бутылки с водой из-за их доступности, но трюк можно показывать и с другими ёмкостями.
С физической точки зрения для расчёта полёта бутылки необходимо учитывать законы гидродинамики, угловое ускорение, центростремительную силу и силу тяжести.
Для воспроизведения трюка были написаны несколько мобильных приложений, одно из которых, Bottle Flip 2k16, было загружено на устройства пользователей три миллиона раз за первый месяц.